# قار سرخ‌فام
قار سرخ‌فام یا قار حنایی (نام علمی: Egretta rufescens) نام یک گونه از سرده قارها است.

## نگارخانه

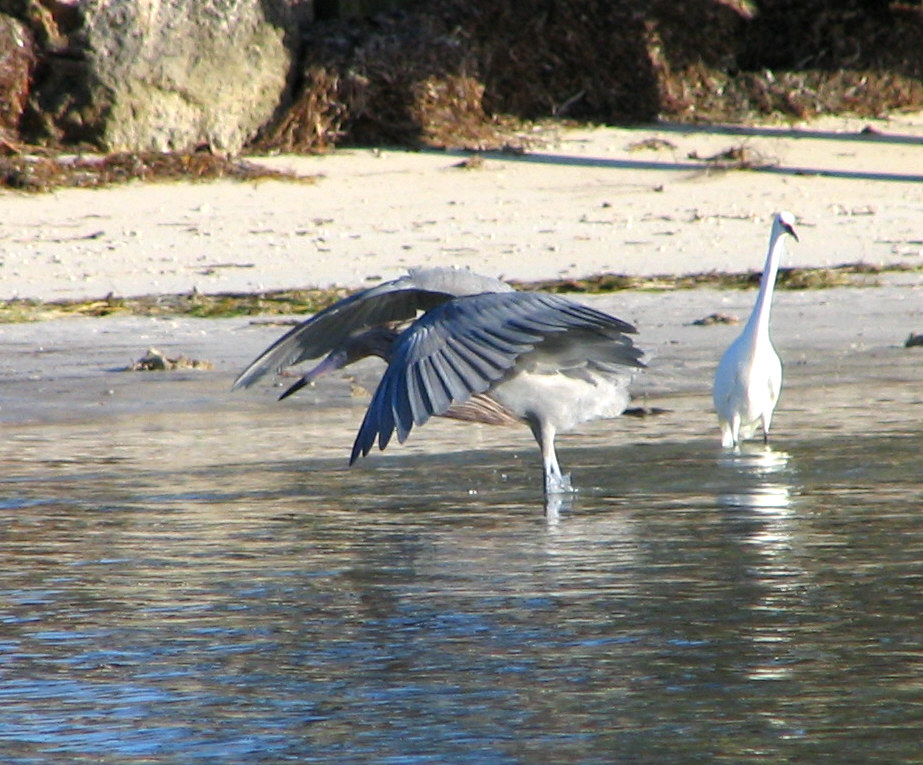
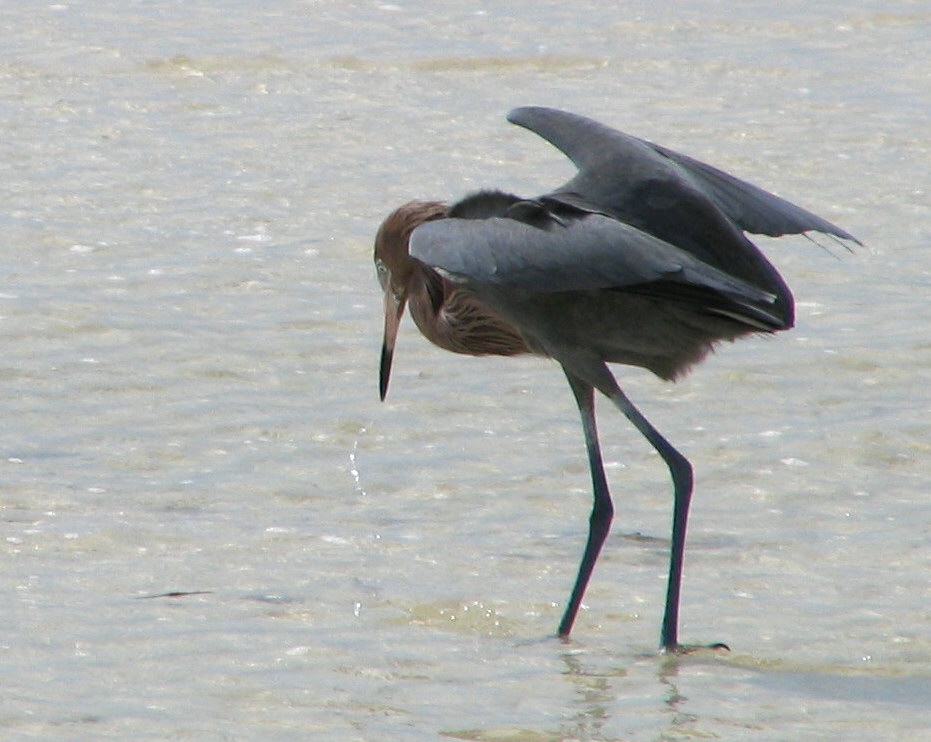
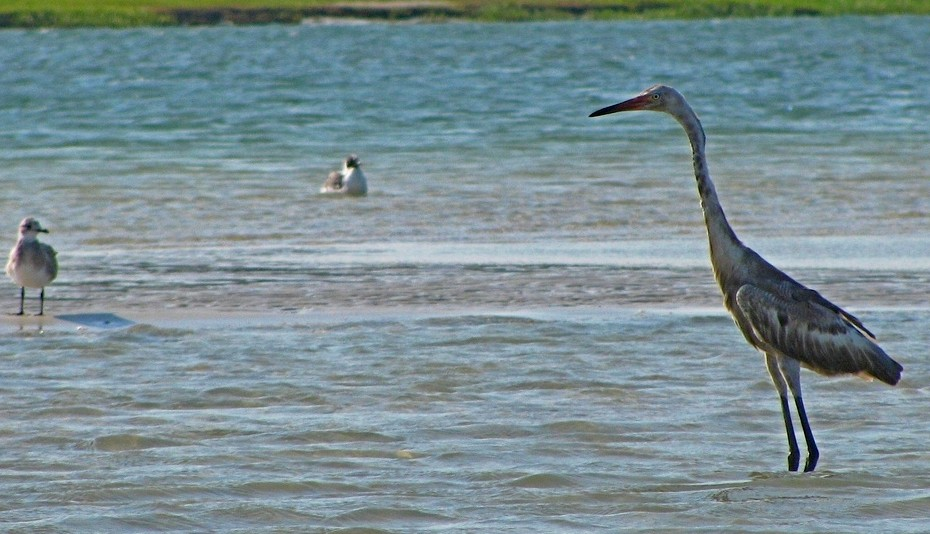